# Hemicyclophora polita
Hemicyclophora polita är en rundmaskart. Hemicyclophora polita ingår i släktet Hemicyclophora och familjen Criconematidae. Inga underarter finns listade i Catalogue of Life.